# Venecijanska komisija
Venecijanska komisija (službeni naziv Europska komisija za demokraciju kroz pravo) je savjetodavno tijelo Vijeća Europe, međunarodne asocijacije koje čini ukupno 47 europskih i susjednih zemalja. Puno službeno ime tog savjetodavnog tijela je "Europska komisija za demokraciju putem prava". To se tijelo bavi ustavnim pitanjima, izbornim pitanjima i općenito djelovanjem demokratskih ustanova. 

## Povijest
Venecijanska komisija je osnovana 1990. godine, na kraju tzv. "hladnog rata", radi odgovora na urgentna pitanja u vrijeme uvođenja suvremene liberalne demokracije u niz zemalja koji je u to vrijeme napuštale socijalizam - bilo mirnom tranzicijom vlasti u kontekstu demokratskih izbora, bilo u kontekstu nasilnih antikomunističkih revolucija (Rumunjska revolucija 1989., Albanska revolucija 1991.).
Komisija je utemeljena odlukom Odbora ministara Vijeća Europe, dana 10. svibnja 1990. goodine. 
S vremenom je Komisija nadrasla izvornu zadaću pružanja tehničke pomoći bivšim komunističkim zemljama, te na raznolike načine promovira standarde demokracije sukladno dostignućima europskog ustavnog naslijeđa. Komisija često okuplja predstavnike nacionalnih vlasti radi usklađivanja zakona s visokim demokratskim standardima koje uspostavlja Europska unija.
Komisija izdaje razne studije i mišljenja o pojedinim pitanjima; u razdoblju od 1996. – 2007. izdala je 15 mišljenja koje se izravno odnose na odnose u Republici Hrvatskoj. Europski sud za ljudska prava je citirao radove Venecijanske komisije u preko 50 svojih odluka, a citira ih i Ustavni sud Republike Hrvatske.

## Sjedište
Komisija se sastaje u Veneciji po čemu je i dobila ime, ali tajništvo ima sjedište Vijeće u Strasbourgu. 

## Članice
Institucionalno članstvo Venecijanske komisije sastoji se od 47 članica Vijeća Europe, te 12 neeuropskih zemalja: Alžira, Brazila, Čilea, Izraela, Kazahstana, Republike Koreje, Kirgistana, Maroka, Meksika, Perua, Tunisa i SAD. Bjelorusija ima status pridruženog člana, a još pet zemalja sudjeluje u radu Venecijanske komisije kao promatrači.
Individualni članovi dolaze iz reda profesora ustavnog i međunarodnog javnog prava, sudaca, parlamentaraca i državnih službenika; po jednog od tih članova imenuju države - članice na mandat od 4 godine. Ti individualni članovi ne djeluju u ime države, nego sudjeluju u radu Komisije kao stručnjaci - pojedinci. Za hrvatskog člana Venecijanske komisije imenovana je 2010. godine prof. dr. Jasna Omejec. U radu Komisije sudjeluju i nezavisni stručnjaci, na poziv same Komisije.
Postupke kod Venecijanske komisije mogu pokrenuti članice i ustanove koje službeno sudjeluju u njenom radu, a može ih po vlastitoj inicijativi pokrenuti i sama Komisija.

## Vanjske poveznice
- Službene stranice Venecijanske komisije
- Službena mišljenja Venecijanske komisije koja se izravno odnose na Hrvatsku